# Jean-Claude Larchet
Jean-Claude Larchet, né en 1949 à Badonviller (Meurthe-et-Moselle), est un patrologue et théologien orthodoxe français.
Auteur de nombreux ouvrages publiés aux éditions du Cerf et traduits  dans dix-neuf langues, il est notamment spécialiste de Maxime le Confesseur.

## Biographie
Jean-Claude Larchet est né en 1949 dans le nord-est de la France, à Badonviller, dans une famille catholique. C’est au cours de ses études de philosophie que la lecture des Pères grecs et de leurs commentateurs orthodoxes (en particulier Vladimir Lossky) l’a orienté vers l’Église orthodoxe, où il a été reçu en 1971 par celui qui allait être son père spirituel, le starets Serge Chévitch (1903-1987), qui fut aussi le père spirituel du théologien Vladimir Lossky, du philosophe Nicolas Berdiaev et du moine iconographe Grégoire Krug (1908-1969).
De 1973 à 1979 il rencontre, en vue de recevoir leurs conseils, quelques-unes des personnalités spirituelles les plus connues de cette époque : l'archimandrite (aujourd'hui saint) Justin Popović, l'archimandrite (aujourd'hui saint) Sophrony Sakharov et, au cours de deux longs séjours au mont Athos, les disciples de saint Joseph l'Hésychaste – l'Ancien (aujourd'hui saint) Ephrem de Katounakia, l'Ancien Ephrem de Philothéou, l'Ancien Charalampos – et surtout saint Païssios du Mont Athos, avec qui il a de longs entretiens et dont le soutien aura pour la suite de sa vie une grande importance.
Docteur d’État en philosophie (1987), puis docteur en théologie de l’Université de Strasbourg (1994), il est qualifié en 2005 par le Conseil national des universités comme professeur des universités. Enseignant la philosophie pendant près de trente-cinq ans, il développe parallèlement une activité de chercheur et d’écrivain dans les domaines de la philosophie, et surtout de la théologie et de la patristique.
Il a publié trente-six livres aux éditions du Cerf (Paris), aux éditions L'Âge d'Homme (Lausanne), aux éditions des Syrtes (Genève) et aux éditions Salvator (Paris), cent-quatre-vingts articles dans divers ouvrages collectifs et revues internationales, et plus de sept cents recensions dans plusieurs revues françaises et étrangères — dont la Revue d’histoire et de philosophie religieuses (Université de Strasbourg), la Revue d'histoire ecclésiastique (Université de Louvain) — et sur internet (www.orthodoxie.com).
Il a édité trente-sept livres dont il a écrit les introductions, en particulier les traductions françaises des œuvres majeures de saint Maxime le Confesseur, les Traités apodictiques de saint Grégoire Palamas, les œuvres théologiques de Grégoire de Chypre, et les volumes de la collection Grands spirituels du XXe siècle dont il est le fondateur, et le directeur aux éditions L’Âge d’Homme et aux éditions des Syrtes
Il a été invité à donner des cours et des conférences et à participer à des colloques dans de nombreux pays (France, Allemagne, Angleterre, Argentine, Belgique, Bulgarie, Canada, Chypre, Espagne, États-Unis, Géorgie, Grèce, Italie, Liban, Luxembourg, Monténégro, Pologne, Roumanie, Russie, Serbie, Slovaquie, Suisse).
Son œuvre, actuellement traduite en dix-neuf langues — allemand, anglais (États-Unis), arabe (Liban et Syrie), bulgare, catalan, coréen, espagnol, géorgien, grec, italien, japonais, macédonien, néerlandais, polonais, portugais (Portugal et Brésil), roumain, russe, tchèque, serbe — lui a acquis une renommée internationale.
Il est actuellement considéré comme l’un des principaux théologiens orthodoxes et comme l’un des meilleurs spécialistes de saint Maxime le Confesseur.

## Œuvres
Les œuvres de Jean-Claude Larchet sont dominées par les questions d’anthropologie et d’éthique, touchant en particulier à la santé, aux différentes formes de maladies et de thérapeutiques (spirituelles, psychiques et corporelles) et à leur interaction, au sens de la souffrance, à  la place et à la valeur du corps, à l’amour et à la mort :
- Théologie de la maladie, Cerf, Paris, 1991 ; 2e éd., 1994 ; 3e éd., 2001.
- Thérapeutique des maladies mentales. L’expérience de l’Orient chrétien des premiers siècles, Cerf, Paris, 1992 ; rééd. 2004, 2008.
- Thérapeutique des maladies spirituelles. Une introduction à la tradition ascétique de l’Église Orthodoxe, Éd. de l’Ancre, Paris-Suresnes, 1991 ; 2e éd., 1993 ; Cerf, Paris, 3e éd., 1997 ; 4e éd., 2000 ; 5e éd., 2007 ;  6e  éd. 2013.
- Ceci est mon corps. Le sens chrétien du corps selon les Pères de l'Église, La Joie de Lire, Genève, 1996 ; 2e éd., revue et augmentée : Théologie du Corps, Cerf, Paris, 2009.
- Dieu ne veut pas la souffrance des hommes, Cerf, Paris, 1999 ; 2e éd., revue et augmentée, 2008.
- La vie après la mort selon la tradition orthodoxe, Cerf, Paris, 2001 ; rééd. 2004, 2011.
- Le chrétien devant la maladie, la souffrance et la mort, Cerf, Paris, 2002 ; rééd. 2004, 2010, 2017.
- L’inconscient spirituel, Cerf, Paris, 2005 ; rééd. 2008, 2011.
- Malades des nouveaux médias, Cerf, Paris, 2016.
- Petite théologie pour les temps de pandémie, Éditions des Syrtes, Genève, 2020.
- Transfigurer le genre, Syrtes, Genève, 2023[13].
- La théorie du genre contre le genre humain, Salvator, Paris, 2024.

Dans le prolongement des questions précédentes, l'auteur accorde un grand intérêt aux questions actuelles de bioéthique concernant le début et la fin de la vie, auxquelles il apporte des réponses chrétiennes marquées par la spécificité de l’approche orthodoxe :
- Pour une éthique de la procréation. Éléments d’anthropologie patristique, Cerf, Paris, 1998 ; rééd. 2009.
- Une fin de vie paisible, sans douleur, sans honte… Un éclairage orthodoxe sur les questions éthiques liées à la fin de la vie, Cerf, Paris, 2010.

S'intéressant aussi à la crise écologique en y voyant une « maladie de la nature », l'auteur considère qu’elle a sa source profonde dans certaines maladies spirituelles de l’homme qui affectent particulièrement les sociétés modernes, et ne peut donc être pleinement résolue que par une thérapeutique spirituelle :
- Les fondements spirituels de la crise écologique, Syrtes, Genève, 2018.
- Les animaux dans la spiritualité orthodoxe, Syrtes, Genève, 2018.

Pour traiter tous ces sujets, la réflexion de J.-C. Larchet fait appel à la théologie, à la philosophie, à la psychologie et à la médecine, mais s’appuie cependant de manière constante sur les écrits des Pères de l’Église, considérés comme ayant une valeur fondatrice et constituant une référence indispensable pour la réflexion chrétienne actuelle. À la différence de la méthodologie dominante qui privilégie les différences et les ascendances ou les filiations entre les auteurs, sa méthode s’attache à dégager la structure commune sous-jacente aux différentes expressions de la pensée patristique, celle-ci étant considérée comme constituant globalement un ensemble unifié et cohérent en raison de son rapport étroit et de sa fidélité à la Tradition ecclésiale, fil rouge qui unit le christianisme orthodoxe actuel au christianisme originel. Il a exposé ces principes dans :
- Qu'est-ce que la théologie ?, Syrtes, Genève, 2022.

J.-C. Larchet s’est également intéressé à des questions de théologie dogmatique, avec un souci d’approfondissement et de dialogue sur des points où l’Orient et l’Occident chrétiens sont en désaccord :
- La théologie des énergies divines. Des origines à saint Jean Damascène, Cerf, Paris, 2010.
- Personne et nature. La Trinité – Le Christ – L’homme. Contributions aux dialogues interorthodoxes et interchrétiens contemporains, Cerf, Paris, 2011.

On trouve aussi chez lui un intérêt pour l’iconologie :
- L’Iconographe et l’artiste, Cerf, Paris, 2008 ; rééd. 2017.

et pour l’ecclésiologie, à laquelle il a consacré une somme de 1500 pages :
- L’Église, Corps du Christ, 1. Nature et structure, Cerf, Paris, 2012.
- L’Église, Corps du Christ, 2. Les relations entre les Églises, Cerf, Paris, 2012.
- La vie sacramentelle, Cerf, Paris, 2014 ; rééd. 2017.
- La vie liturgique, Cerf, Paris, 2016.

Une autre partie importante de son œuvre est constituée par des monographies sur des pères anciens. Ses études sur saint Maxime le Confesseur font autorité parmi les spécialistes du monde entier :
- La divinisation de l’homme selon saint Maxime le Confesseur, Cerf, Paris, 1996 ; rééd. 2009.
- Maxime le Confesseur, médiateur entre l’Orient et l’Occident, Cerf, Paris, 1998.
- Saint Maxime le Confesseur (580-662), Cerf, Paris, 2003 ; rééd. 2011.
- Introductions aux œuvres de saint Maxime : Ambigua, Éditions de l’Ancre, Paris-Suresnes, 1994 ; Lettres, Cerf, Paris, 1998 ; Opuscules théologiques et polémiques, Cerf, Paris, 1998 ; Questions et difficultés, Cerf, Paris, 1999 ; Questions à Thalassios, Cerf, Paris, coll. "Sources chrétiennes", t. 1, 2011 ; t. 2, 2012 ; t. 3, 2015.

Et aussi :
- Introduction aux Traités apodictiques sur la procession du Saint-Esprit de saint Grégoire Palamas, Éditions de l’Ancre, Paris-Suresnes, 1995 ; 2e éd. revue et corrigée Traités démonstratifs sur la procession du Saint-Esprit, Cerf, Paris, 2017.
- La Vie et l’œuvre de Grégoire II de Chypre (1241-1290), patriarche de Constantinople, Cerf, Paris, 2012 ; rééd. 2017.

Son intérêt pour les grands spirituels et théologiens orthodoxes modernes se manifeste dans : 
- Saint Silouane de l’Athos, Cerf, Paris, 2001; rééd. 2004.
- Le Starets Serge, Cerf, Paris, 2004.
- Le Patriarche Paul de Serbie. Un saint de notre temps, L'Âge d'Homme, Lausanne, 2014.
- Saint Gabriel, Fol-en-Christ de Géorgie, L'Âge d'Homme, Lausanne, 2015.
- "En suivant les Pères..." La vie et l'œuvre du Père Georges Florovsky, Syrtes, Genève, 2019.
- Mont Athos. Carnets 1974-2015, Syrtes, Genève, 2022.
- La Prière de Jésus selon les moines du Mont Athos, Salvator, Paris, 2024.
- ses introductions aux vingt-neuf volumes de la collection "Grands spirituels orthodoxes du XXe siècle" qu’il dirige aux éditions L’Âge d’Homme et aux éditions des Syrtes.

L’œuvre de J.-C. Larchet est globalement animée par le souci de répondre aux problèmes et aux besoins éthiques, spirituels et théologiques des hommes d’aujourd’hui en puisant dans les ressources de la tradition scripturaire, patristique, canonique et liturgique de l’Église orthodoxe.

### Articles
- La vie et l'œuvre de saint Nicolas de Jitcha Article en français sur le site de l'Église de Grèce
- La question du Filioque Article en français sur le site de l'Église de Grèce
- (en) On the Love of Enemies : the Teaching of St. Silouan
- (en) But I Say To You, Love Your Enemies
- (en) Patristic views on the Nature and Satus of Scientifcal Knowledge ; traduction en bulgare dans la revue Християнство и култура no 62
- (el) Η αγιότητα του Πατρός Σεργίου Chévitch (1re partie ; 2e partie)

### Interviews
- "Les Pères du désert : une expérience inégalée" Interview dans le quotidien La Croix
- (ru) "Христа ради сумасшедшие" Interview en russe sur le site pravimir.ru
- (ru) "Дар страдания, дар медицины, дар смысла" Interview en russe sur le site pravimir.ru
- (bg) "Християнският жибот е леченхи"  Présentation et interview sur le site du Saint Synode de l'Église orthodoxe de Bulgarie
- (bg)"Ако нямаш ближен, нямаш и Бог" Interview en bulgare par Tony Nikolov dans la revue Християнство и култура no 62
- (ru) "Святые – вот кто истинные богословы" Interview en russe sur le site du monastère de Séraphim-Divéyevo
- (ru) "Самотождество во Христе" Interview en russe sur le site de la revue Вода живая
- (ru) "Мы должны дать нашим детям внутренний компас, который укажет им путь там, где все сбиты с пути " Interview en russe dans la revue Фома, n° 147
- (ro) "Învingem moartea la învierea de obște, dar și zi de zi". Interview dans l’hebdomadaire Lumina de Duminică
- "L'origine, la nature et le sens de la pandémie actuelle" Interview sur le site orthodoxie.com

### Vidéos
- "La sainteté selon saint Justin de Tchélié" Vidéoconférence
- "Starets Thaddée : Paix et joie dans le Saint-Esprit" Présentation à la librairie L'Âge d'Homme
- "Le Prologue d'Ohrid de Mgr Nicolas Vélimirović" Présentation à la Librairie L'Âge d'Homme
- "Le patriarche Paul de Serbie. Un saint de notre temps"  Présentation à la librairie L'Age d'homme
- Présentation de Jean-Claude Larchet et de son livre "Le patriarche Paul de Serbie" sur la chaîne "Mosaïk. Télévision sans frontières"
- "La vie sacramentelle" Présentation à la Librairie L'Âge d'Homme
- "La théologie des énergies divines", une émission d'Orthradio
- (ru) "Что такое богословие?" Extrait d'une conférence à l'Université Saint-Tikhon de Moscou
- (ru) "Христианство требует от человека усилий" Interview sur le site bogoslov.ru
- (ru) "Время по мысли прп. Максима Исповедника" Extrait d'une conférence à l'Académie théologique de Moscou

### Notices d'autorité
- Ressource relative à plusieurs domaines :   - Radio France
- Ressource relative à la recherche :   - Persée
- Notices d'autorité :   - VIAF
  - ISNI
  - BnF (données)
  - IdRef
  - LCCN
  - GND
  - Belgique
  - Pays-Bas
  - Pologne
  - Israël
  - NUKAT
  - Suède
  - Vatican
  - Tchéquie
  - Grèce
  - Corée du Sud
  - WorldCat